# 山口祐司 (アニメーション監督)
山口 祐司（やまぐち ゆうじ、？ - 2020年1月9日(死去公表日)）は、日本の男性アニメーション演出家、アニメーション監督。

## 来歴・人物
かつてはサンライズに所属し、制作進行を経て『勇者シリーズ』などの絵コンテや演出を多く手がけていた。童夢に関わっていた時期もある。監督作品としては、主にスタジオディーンで手がけた『ヤミと帽子と本の旅人』『Fate/stay night』『桃華月憚』など、PCゲーム原作のアニメ化に定評がある。
演出作風としては、実際にカメラを手に持って撮影しているような画面の揺らしやパンを多用することなどが挙げられる。さらに『ヤミと帽子と本の旅人』や『Fate/stay night』では、最終回のエンディングテロップで作品に関わった声優とスタッフ全員の名前を五十音順で流すという実験的な演出も行った。
ごく稀に虎田 功（とらだ いさお）、小田切警視（おだぎりけいし）、やしろ 駿（やしろ しゅん）、小野葉塚之人（おのはづか ゆきひと）というペンネームを使用する事がある。これらのペンネームは、テレビドラマ『大都会 PARTIII』や『Gメン'75』などの登場人物に由来すると考えられる。
2020年1月9日、望月智充、竹田裕一郎、吉野弘幸、やまだたかひろら複数の関係者がツイッターで山口が急逝したことを公表した。

## 作品リスト

### テレビアニメ
1983年
- 装甲騎兵ボトムズ（-1984年、制作進行）

1987年
- ミスター味っ子（-1989年、演出チーフ・演出）

1989年
- ダッシュ!四駆郎（-1990年、演出）

1990年
- ガタピシ（-1991年、絵コンテ）※虎田功名義

1991年
- 絶対無敵ライジンオー（-1992年、絵コンテ・演出）

1992年
- 元気爆発ガンバルガー（-1993年、絵コンテ・演出）

1994年
- 疾風!アイアンリーガー（絵コンテ）
- 機動武闘伝Gガンダム（-1995年、絵コンテ）

1995年
- 黄金勇者ゴルドラン（-1996年、絵コンテ・演出）

1996年
- 名探偵コナン（1996年-、演出）
- シティーハンター ザ・シークレット・サービス（演出）
- 天空のエスカフローネ（絵コンテ）
- 超者ライディーン（-1997年、絵コンテ・演出）
- 勇者指令ダグオン（-1997年、DN演出・絵コンテ・演出）※絵コンテおよび演出は虎田功名義

1997年
- 勇者王ガオガイガー（-1998年、演出）

1998年
- 星方武侠アウトロースター （絵コンテ・演出）
- カウボーイビバップ（-1999年、絵コンテ）
- 銀河漂流バイファム13 （絵コンテ・演出）

1999年
- 星方天使エンジェルリンクス（監督・演出）

2000年
- はじめの一歩（演出）

2001年
- あぃまぃみぃ!ストロベリー・エッグ（監督・絵コンテ／ED絵コンテ）※最終話およびED絵コンテは虎田功名義

2003年
- ドラゴンドライブ（絵コンテ・演出）
- ダイバージェンス・イヴ（演出）
- ヤミと帽子と本の旅人（-2004年、監督・絵コンテ・演出／ED絵コンテ・演出）※#3絵コンテは虎田功名義

2004年
- Get Ride! アムドライバー（-2005年、監督・絵コンテ・演出）※虎田功名義

2006年
- Fate/stay night（監督・絵コンテ／OP絵コンテ）
- 少年陰陽師（-2007年、OP・ED演出）

2007年
- 桃華月憚（監督・絵コンテ／OP演出・ED絵コンテ・演出）
- しおんの王（-2008年、演出）

2008年
- ヴァンパイア騎士（演出）※小田切警視名義
- 純情ロマンチカ2（演出）※小田切警視名義

2010年
- バクマン。（-2011年、絵コンテ）

2011年
- スイートプリキュア♪（演出）
- 戦国乙女〜桃色パラドックス〜（演出）※#4は小田切警視名義、#9は小野葉塚之人名義

2012年
- スマイルプリキュア!（演出）

2013年
- 断裁分離のクライムエッジ（監督・絵コンテ・演出）※絵コンテ・演出は虎田功名義

2014年
- Z/X IGNITION（監督・絵コンテ）※絵コンテは虎田功名義

2017年
- キラキラ☆プリキュアアラモード（絵コンテ）※やしろ駿名義

2018年
- ゲゲゲの鬼太郎（第6作）（-2019年、絵コンテ・演出）※やしろ駿名義、#74は虎田功名義

2020年
- ヒーリングっど♥プリキュア（絵コンテ）※やしろ駿名義

### 劇場アニメ
2000年
- 劇場版 六門天外モンコレナイト〜伝説のファイア ドラゴン〜（演出）

2010年
- 劇場版 Fate/stay night UNLIMITED BLADE WORKS（監督）

### OVA
- 絶対無敵ライジンオー 陽昇城からくり夢日記（1992年、絵コンテ）
- ワイルド7 Vol.1（1994年、絵コンテ）
- 勇者王ガオガイガーFINAL（2000年、監督・絵コンテ・演出）※第2話まで
- ひぐらしのなく頃に礼（2009年、演出）

### ドラマ
- ケータイ刑事 銭形雷 第1シリーズ（第16話「推理王は誰だ? 〜名探偵の助手殺人事件〜」演出、2006年4月15日）
- 恋とオシャレと男のコ（演出）
  - （第3話「気分はもうCMクイーン」、2009年4月18日）
  - （第10話「憎いあンちくしょう」、2009年6月6日）

### その他
- 美佳子@ぱよぱよ（第25回ゲスト、2001年-）